# Commandotoren
Een commandotoren is een hoog platform op een marineschip waar commando wordt gegeven over het manouvreren van het schip. Vaak is dit platform gepantserd. In hedendaagse schepen is de commandotoren verdwenen. De commandotoren was vaak midscheeps geplaatst, zodat de bemanning een goed beeld had van het schip zelf en de omgeving.

## Oppervlakteschepen

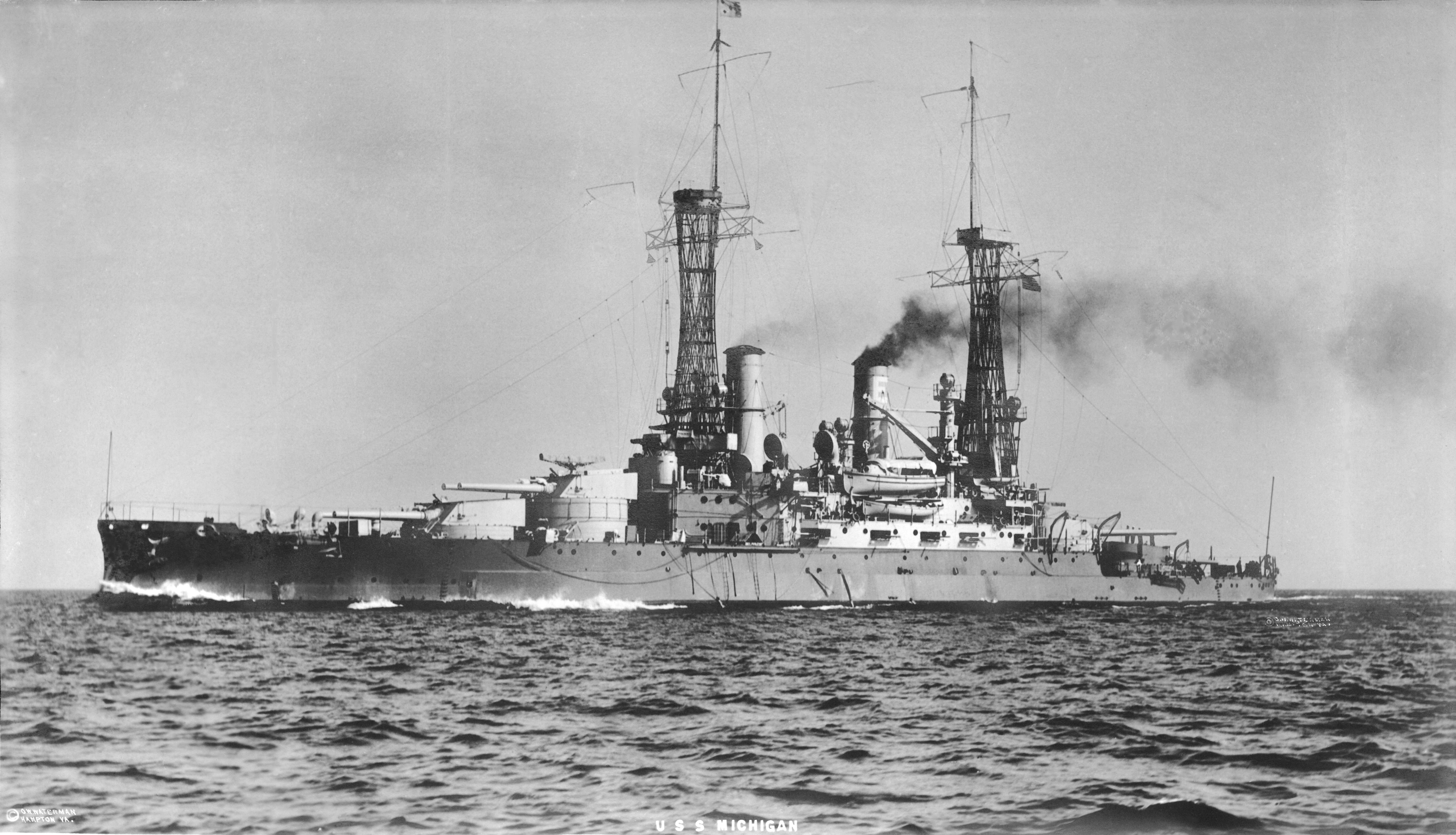
Het slagschip de USS Michigan. De commandotoren is te zien boven het tweede kanon van voren

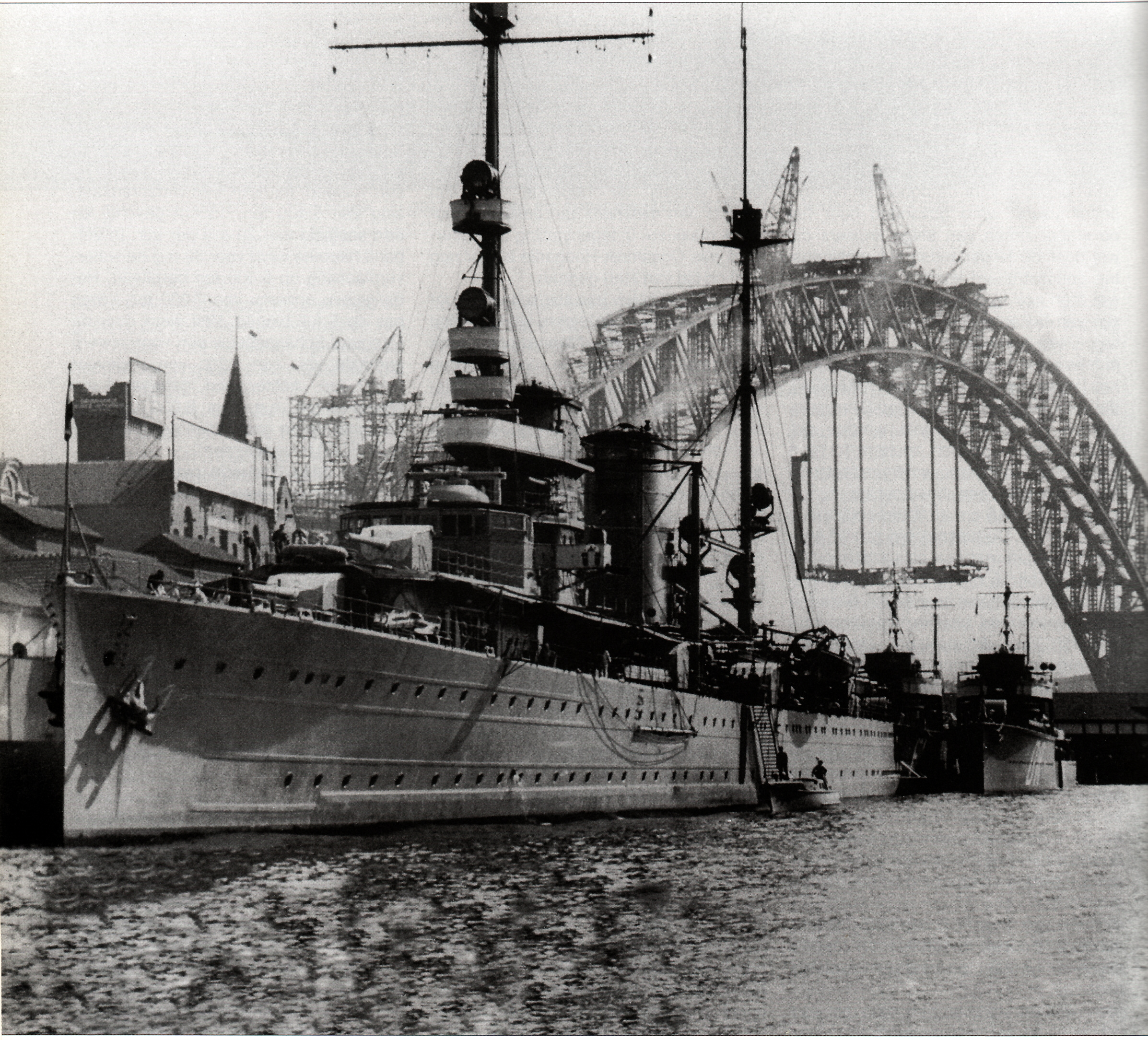
Hr.Ms. Java. Duidelijk zichtbaar is de commandotoren aan de voorkant van het schip.

Op oppervlakteschepen was de commandotoren vaak te vinden op pantserdekschepen en slagschepen, maar later werd hij ook geplaatst op diverse soorten kruisers. Zo ook op de lichte kruiser Hr.Ms. Java. (Zie afbeelding.)
Van 1860 tot de eerste jaren van de Tweede Wereldoorlog was de commandotoren een zwaar gepantserde ruimte rond het midden van het schip. De commandotoren beschikte over telefoons en andere communicatiemiddelen, zodat de bemanning in de toren snel bevelen kon geven aan de bemanning in de machinekamer. Alleen tijdens een gevecht werd een schip bestuurd vanuit de commandotoren, anders werd er gevaren op de brug.
Commandotorens werden het eerst gebruikt door de Franse marine bij de Slag bij Kinboern (1855) op hun drijvende kanonneerboten. Vanwege het succes van de torens werd na de slag het Franse pantserschip La Gloire met een commandotoren uitgerust.
Bij de Britse marine werden commandotorens enorme gebouwen die een gigantisch gewicht haalden door hun dikke bepantsering, zoals op de Admiralklasse slagkruisers. Een ander voorbeeld zijn de Nelsonklasse slagschepen, waarvan de commandotoren een pantser had van 304,8 mm.
Bij de Amerikaanse marine waren er twijfels over de commandotoren. Volgens enkele kapiteins was het onverstandig om zo'n belangrijk deel van een schip zó erg bloot te stellen. Ook zorgde het grote gewicht in combinatie met de hoogte van de torens voor instabiliteit op schepen. Rond de Tweede Wereldoorlog waren veel commandotorens verwijderd van Amerikaanse slagschepen. Echter, niet van de USS Iowa, die een commandotoren had met een pantser van 439 mm.

## Onderzeeboten
Op onderzeeboten was de commandotoren een ruimte waarvan de periscopen werden bediend. Door de informatie van de periscopen werden torpedo-aanvallen uitgestippeld. De commandotoren op een onderzeeboot is echter niet te verwarren met de commandocentrale, de ruimte die er recht onder zit.

## Galerij

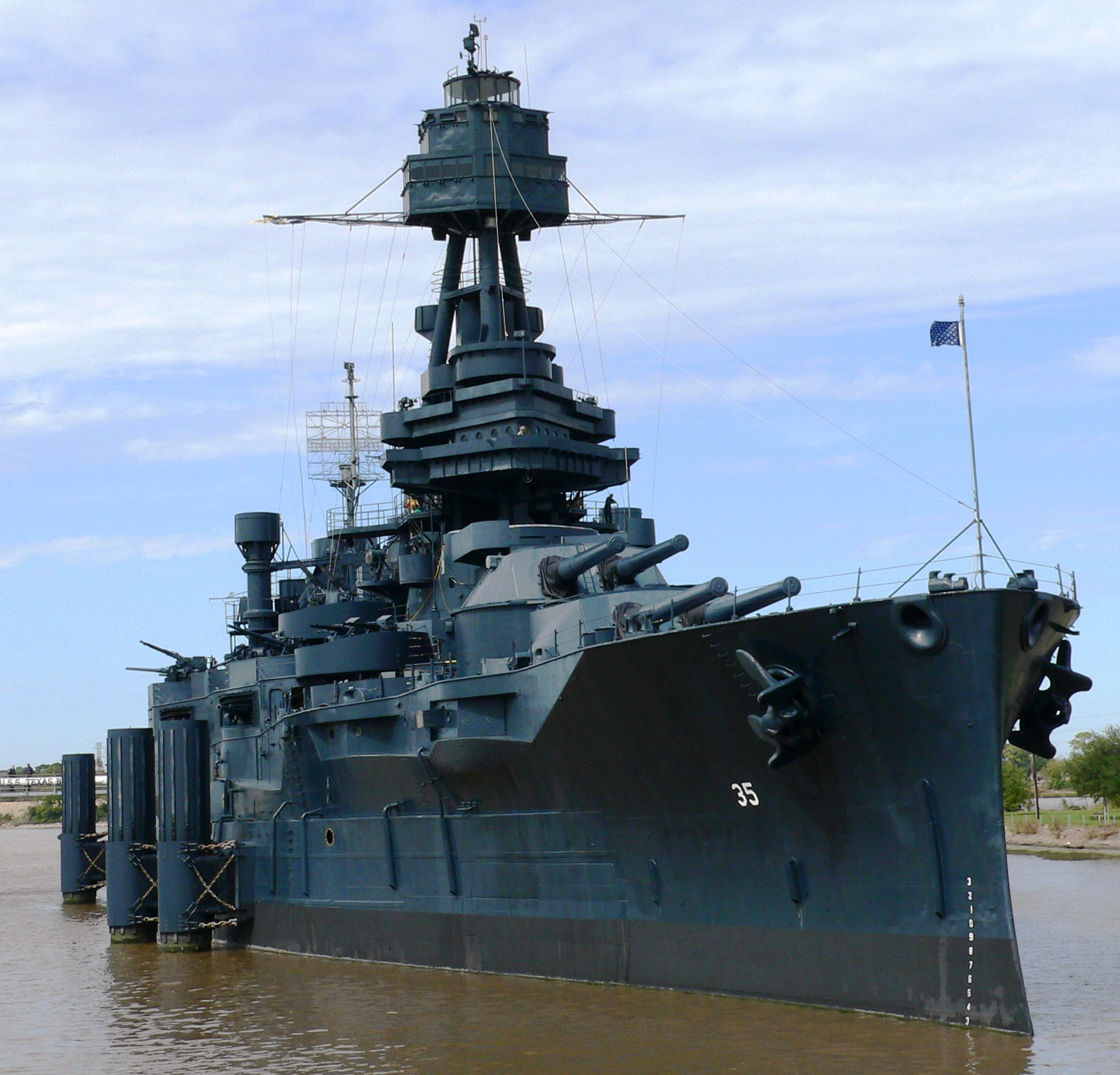
De USS Texas, de commandotoren is hier erg goed te zien
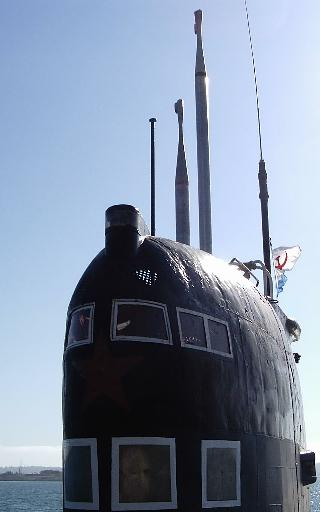
De commandotoren van een onderzeeboot
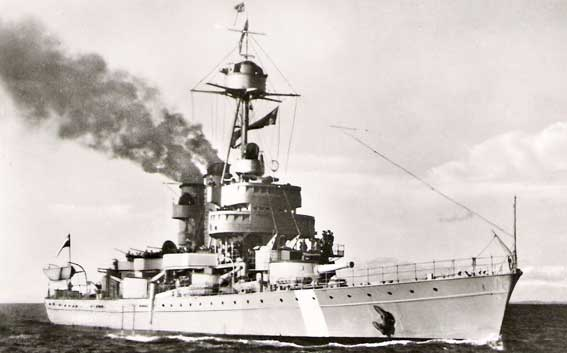
De Zweedse Manligheten met een licht bepantserde commandotoren.
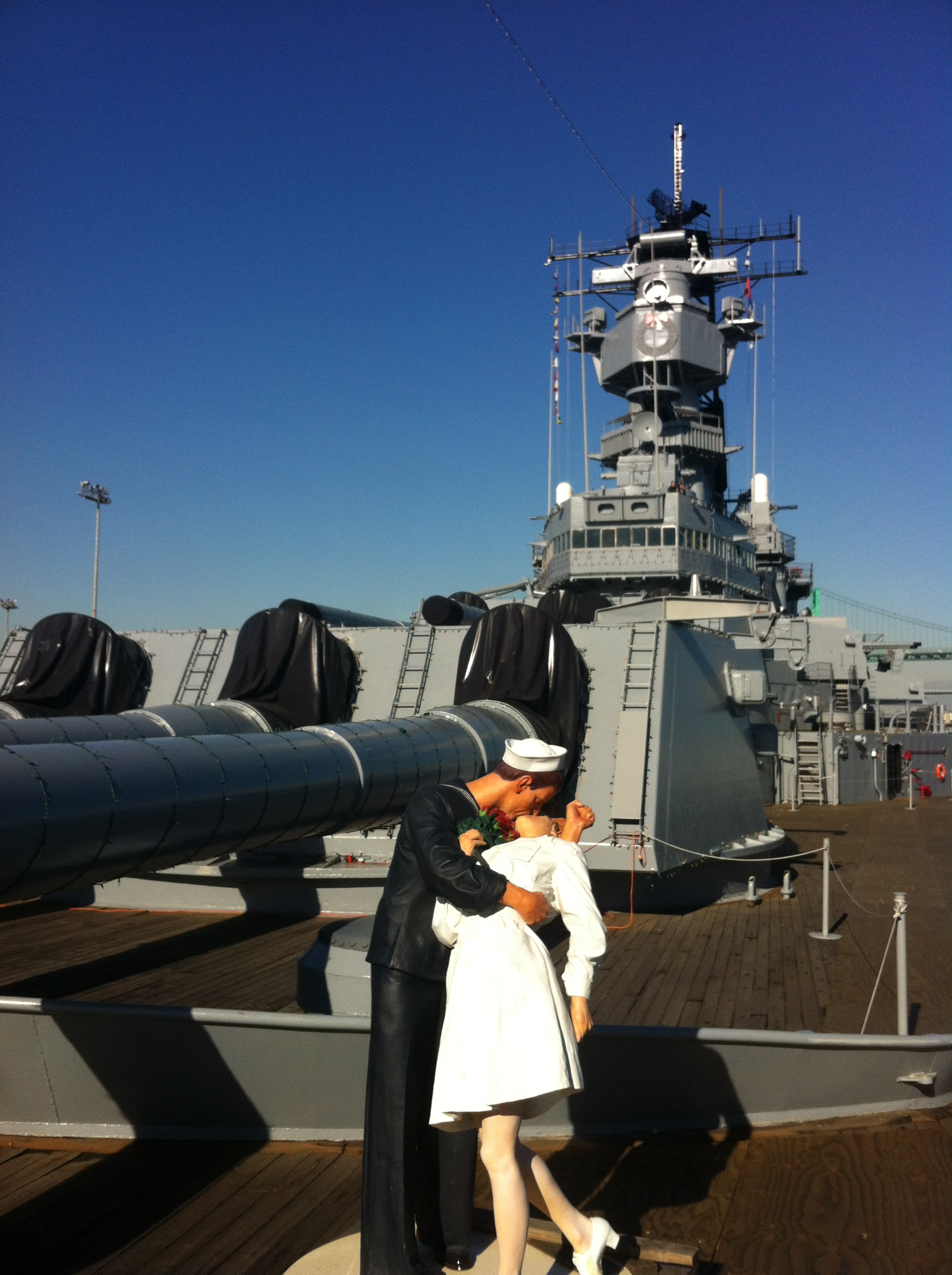
De USS Iowa met een zwaar bepantserde commandotoren.
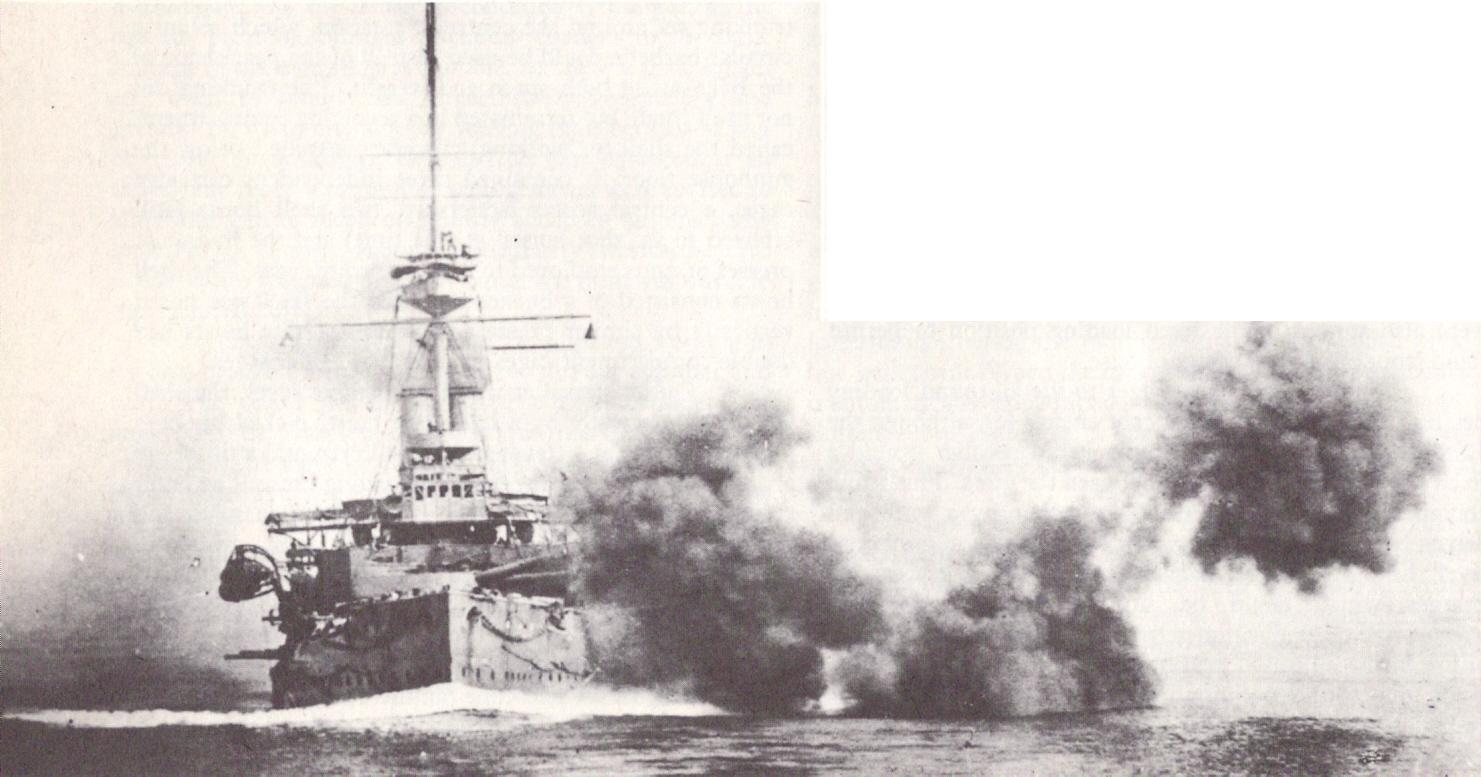
De Britse Illustrious. Dit was een van de eerste Britse slagschepen die beschikte over een commandotoren.
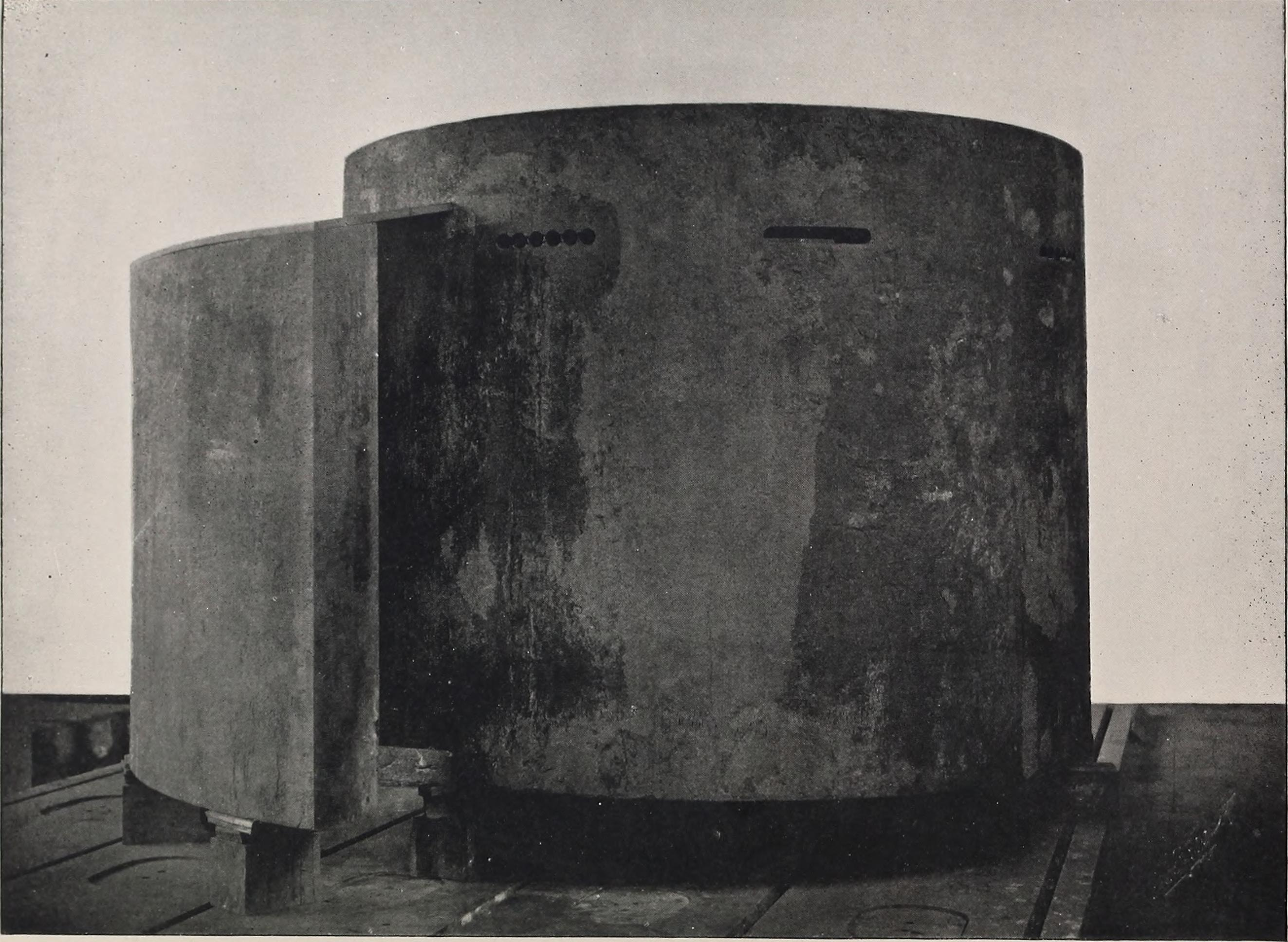
Het pantser van de commandotoren van de USS Massachusetts